# Ace Combat 3: Electrosphere
Ace Combat 3: Electrosphere (エースコンバット3: エレクトロスフィア?, Ēsu Konbatto Surī: Erekutorosufia) è il terzo capitolo della serie Ace Combat. Sviluppato nella sola versione per Playstation, comprende 52 missioni (36 nelle versioni export) divise tra le varie fazioni con cinque finali differenti, che verranno visualizzati in base a come il giocatore le completa. Nel 2011, Ace Combat 3 entra a far parte come primo gioco della serie creata dalla Namco United Galaxy Space Force.

## Trama
A differenza degli altri titoli, le scelte del giocatore influenzano la trama e il modo in cui essa progredisce. Ciò implica finali multipli. Ci sono un totale di cinque finali e molte trame alternative che non influiscono alleanze. Non ci sono capitoli di Ace Combat che cronologicamente si svolgono dopo Ace Combat 3 e non è chiaro quale finale è canonico.
I fatti hanno evento nel futuro (tra il 12 gennaio e il 21 luglio 2040). Il governo Useano è decaduto ed è stato sostituito da un governo di corporazioni guidato da Neucom Incorporated, in collaborazione con le Forze Aeree e di Ricerca Aerospaziale useane, che hanno sponsorizzato le attrezzature per la guerra a Usea (narrata in Ace Combat 04), e da General Resource Limited, successore delle Industrie Belkane che giocarono un ruolo importante nelle guerre di Belka e Circo-Pacifiche (narrate in Ace Combat Zero ed Ace Combat 5).
In precedenza, nel 2030, le dispute territoriali Useane (dette "Dispute di Faith Park") provocarono forti tensioni tra Neucom e General Resource, che portarono alla produzione di un prototipo di super-aereo ad ala volante chiamato X-49 Night Raven, derivato dalla tecnologia "Cutting Edge" di GR. Le Unità di Emergenza Neucom (NEU) iniziarono a oltrepassare le no-fly zone imposte dalla UPEO (Universal Peace Enforcement Organization - Organizzazione Universale per il Mantenimento della Pace), su ordine delle Nuove Nazioni Unite (NUN), portando all'intervento delle Forze Armate Speciali di Difesa (SARF) per intercettare e abbattere una formazione di 4 aerei da trasporto super-pesanti R-501 Rhincodon sopra Expo City. Questo provocò la risposta immediata di Neucom, che diede inizio alla Guerra delle Corporazioni Useane. L'ostilità di Neucom verso la General Resource è l'inizio di una guerra tra i due conglomerati. La UPEO cerca di fermare i loro attacchi con la General Resource al loro fianco, vengono quindi inviate in azione molte unità SARF (Forze Armate Speciali) e UPEO. La SARF è composta da piloti esperti: Rena Hirose, Erich Jaeger e Fiona Chris Fitzgerald, sorella di Cynthia Bridgitte Fitzgerald; essi sono  sostenuti da un IA nota come Nemo. La SARF esegue molteplici operazioni UPEO durante il conflitto.
La GRDF addestra molti piloti UPEO, forniti con velivoli della GR. La SARF della UPEO intraprende una missione di addestramento per Abyssal Dission della GRDF e il suo gregario Keith Bryan.
Le operazioni iniziali UPEO si concentrano sulla respinta degli attacchi NEU, intercettando gruppi di Trasporti, e sulla protezione dei servizi GR. Le NEU iniziano le loro operazioni distruggendo le Antenne di disturbo nelle montagne Waipolo. La Neucom, poi, comincia a tentare di raccogliere le loro forze a Megafloat, ma la SARF attacca le loro navi, aerei e strutture militari, fermando tali operazioni.
La General Resource, vedendo gli attacchi della Neucom, contrattacca quest'ultima. La UPEO quindi comincia a proteggere le strutture Neucom dagli attacchi della General Resource come meglio possono, ma cominciano ad esaurire le loro forniture e il loro personale in queste battaglie. Sono i piloti della SARF ad affrontare il peso di questo esaurimento.
La UPEO cerca di fermare le aggressioni della GR, e viene quindi costretta in una situazione molto particolare. Un R-505U (aereo da Trasporto) che trasporta Gabriel W. Clarkson, rappresentante della UPEO è stato scoperto indicato di volare in un piano di volo falso. Si diceva che Gabriel Clarkson stava tentando di disertare la Neucom Inc. per ragioni sconosciute, e non è stato consentito di sopravvivere. L'R-505U è stato abbattuto dalla UPEO-SARF, prima che i rinforzi Neucom arrivassero.
Nel frattempo, un rapporto di un grande velivolo, un UI- 4052 riempito con Armi chimiche è stato inviato da un gruppo terroristico sconosciuto, è stato avvistato su Axel Bay. La SARF aveva rapidamente preso cura della situazione, distruggendo le ciminiere più grandi e un ponte, nel percorso di volo dell'UI- 4052, permettendo così di fare un atterraggio in acqua. Ma l'origine di questo attacco non è stato ancora confermato. Tuttavia, non c'era tempo per il quartier generale della UPEO di indagare a fondo sulla situazione.
Neucom Inc. ha tentato di raccogliere le forze a Megafloat ancora una volta, nel tentativo di lanciare un attacco su larga scala. La GRDF ha lanciato subito l'operazione "Hit and Run" e distrutto le Forze Neucom, con solo due aerei. Subito dopo, un attacco della General Resource è stato lanciato alla Neucom nelle strutture di Port Edwards. la UPEO fece decollare i piloti per fermare la grande battaglia scoppiata sopra Port Edwards. La UPEO riuscì con successo a fermare la battaglia, ma la città fu gravemente danneggiata.
Infine, la Ouroboros, un gruppo rivoluzionario, sorto dalle ombre e responsabile del conflitto tra General Resource e Neucom Inc. Si è riscontrato inoltre che il Comandante Supremo della UPEO, Gilbet Park, è stata una parte della Ouroboros e aveva usato la SARF e il team UPEO per attaccare gli obiettivi falsamente contrassegnati per continuare le aggressioni tra GR e Neucom. La SARF si staccò dalla UPEO dopo questo e iniziò a distruggere la Ouroboros e il comandante Park.
Dopo molteplici impegni oltre Port Edwards, Expo City e Megafloat, la Ouroboros è stata infine conquistata a Megafloat. Durante la battaglia finale, Megafloat è stato distrutto dalla Ouroboros, anche i loro aerei e flotte navali, e il loro UI-4053 Sphyrna, sono stati distrutti. Quel quartier generale volante è caduto nelle acque vicino Megafloat, due aerei ha fatto fuggire che volarono a Geofront. L'intelligenza artificiale Nemo era impegnato a distruggere uno di questi aerei, l'X-49 Night Raven, all'interno del Geofront. Dopo due battaglie fu infine distrutto, anche se la città sotterranea è stata persa. Il secondo aereo, l'UI- 4054 Aurora, era impegnato nei pressi del sito distrutto Megafloat e pilotato dal disertore Abyssal Dission. Nemo si impegna per abbatterlo e dopo una grande battaglia aerea uno-contro-uno, l'Aurora fu danneggiato ed è stato confermato che Abyssal è un essere sublimato e attiva un programma che porta se stesso e Nemo nella Elettrosfera. La battaglia finale è effettuata nella Elettrosfera, un'impresa. Fu pensata per essere fisicamente impossibile da raggiungere. La battaglia si concluse con la distruzione dell'UI-4054 e la soppressione di Abyssal Dission.
Alla fine del 2040, verso la fine del conflitto, otto dei nuovi XR-900 Geopelia della Neucom, modello simile all'X-49, decollò da una base aerea Neucom e cominciò ad attaccare Port Edwards - il tutto senza preavviso. La GRDF fece decollare i loro migliori piloti per combatterli. Un impegno esteso scoppiò e alla fine i caccia GRDF riuscirono ad accedere nei XR-900. L'intelligenza artificiale è collegata ai controlli dell'XR-900 e venne utilizzato per distruggere i rimanenti Geopelia.
Si dice che gli XR-900 sono stati programmati dalla Ouroboros. Finora, nessuna spiegazione ufficiale è stata data. Questo attacco, se previsto dalla Ouroboros, potrebbe essere stato un attacco finale o un segno che la fazione esiste ancora.
Secondo Simon, mentre Nemo sembra influenzare notevolmente la vita dei suoi copiloti, e nonostante la sua utilità estrema come un simulatore di guerra, l'impatto delle sue decisioni indipendenti sul risultato della guerra è estremamente poco, quasi inesistente.
Dal momento che il progetto ha raggiunto il suo scopo, Simon elimina tutti i file del programma, temendo che potesse cadere nelle mani sbagliate.
Nella versione europea (PAL) e statunitense (NTSC) non è presente una vera e propria trama, ma solo una porzione delle missioni originali (36 contro le 52 della versione NTSC-J) disposte in ordine cronologico e spoglie di scene di intermezzo. Ciò fece scaturire molte critiche, soprattutto in Occidente.

## Missioni
La versione giapponese di Electrosphere è costituita da 52 missioni, ma a causa della ramificazione della storia, possono essere completate solo da 15 a 19 missioni in una singola sessione della campagna. A differenza di altri giochi della serie Ace Combat, la maggior parte delle missioni possono essere completate con vari gradi di successo. Il messaggio "Mission accomplished" appare quando il giocatore soddisfa i requisiti di missione obbligatori (ad esempio, distruggendo tutti gli obiettivi) e opzionali (ad esempio, completarla entro il limite di tempo); "Mission over", solo se il giocatore completa il primo obiettivo; e "Mission failed", quando l'aereo si schianta o viene abbattuto, oppure quando il giocatore non soddisfa i requisiti di missione. Sia "Mission Accomplished" che "Mission Over" spingono il personaggio ad un dialogo diverso.
Le missioni portano il giocatore a svolgere i ruoli più disparati, che includono semplici combattimenti aerei, a raid aerei contro edifici, navi e veicoli, scorte aeree ad unità di rilievo, missioni di intercettazione ad alta quota (oltre i 30.000 piedi), raid di eliminazione virus e operazioni nello spazio per eliminare quattro satelliti-laser ostili in orbita attorno alla terra. Nella versione di gioco giapponese, le missioni si possono affrontare seguendo schemi differenti e decidendo di stare con i personaggi che più attirano il giocatore, alterando così i possibili avvenimenti della storia e portando a differenti battaglie e finali.

## Modalità di gioco
Ace Combat 3 è stato rivoluzionario per la serie in molti modi. Sono stati introdotti molti elementi di gameplay poi ripresi nei titoli successivi:
- Una telecamera in terza persona a 360 gradi che può essere ruotata su tutti e tre gli assi con la levetta analogica destra, permettendo al giocatore di tenere i nemici in vista costante.
- La possibilità di scegliere le armi dei propri aerei prima di ogni missione.
- Verniciature alternative per gli aerei utilizzabili, anche se non ancora selezionabili liberamente.
- L'uso di scene ad Anime e dialoghi via radio tra alleati e nemici come mezzo narrativo.
- Gregari rilevanti (anche se questi non erano controllabili, una caratteristica che è stata modificata in Ace Combat 5 attraverso il comando dei gregari).
- Ramificazione e modifiche della trama a seconda delle azioni del giocatore durante le missioni (molte volte il comportamento del giocatore permette di sbloccare anche missioni segrete).

Electrosphere è finora l'unico gioco di Ace Combat con finali multipli. Dal momento che nessun altro gioco della serie viene cronologicamente dopo di questo, non si sa quale finale (se presente) sia canonico. Ace Combat X, rimane tuttora l'unico gioco con la maggiore ramificazione della storia, ma presenta un solo finale; una ramificazione molto minore è invece presente in Ace Combat 5 ed Ace Combat Zero.

## Personaggi (Versione Giapponese)
Nemo
È il giocatore implicito, rappresentato da una potentissima Intelligenza Artificiale (IA). È in grado di pilotare qualsiasi velivolo in qualsiasi condizione. Dal momento che Nemo è in sostanza un programma che è in grado di simulare missioni completate o sortite con estrema efficienza, ma era più che compensato dai piloti umani. Potrebbe anche caricare se stesso attraverso una connessione disponibile in Electrosphere o IA dei nemici nelle simulazioni. Nemo è di per sé solo, però, una parte del quadro. Esso, creato da Simon, è un simulatore di missione per esaminare tutti i possibili esiti di una possibile Guerra. L'intero programma, con la codifica Nemo e il simulatore, è collettivamente chiamato "Project Nemo". Simon, alla fine del programma, determina che Nemo appare quasi sempre per uccidere Abyssal Dision; successivamente cancella la simulazione e rilascia Nemo nel mondo reale. Il suo fato è poi incerto.
Rena Hirose
È una degli assi che hanno volato assieme a Nemo ed è anche la persona scelta per pilotare l'aereo sperimentale della General Resource X-49 Night Raven. È affetta dalla sindrome di Silverstone (chiamata così perché venne riportata dal professor Anthony Silverstone), il quale la rende ipersensibile alla luce solare, letale per il suo corpo. Il suo aereo, un Su-37R (R sta per Rena, appunto) è attrezzato per schermare la luce solare dall'abitacolo. Lei fu prima trovata dalla società della General Resource nella sua infanzia a causa della sua capacità innaturale di volare con gli aerei. Era uno dei personaggi centrali della simulazione della guerra formulata da Simon Cohen, interagendo con l'intelligenza artificiale Nemo sia come amico che come nemico, in vari punti del conflitto.
Erich Jager
Uno degli assi della UPEO. vola su un EF-2000 Typhoon modificato. Erich è cresciuto in una famiglia di classe media ed è stata una persona cara, anche se viziato da bambino. Non aveva fiducia in se stesso e dopo la laurea con successo da Oxform University con una laurea in Scienze Politiche Internazionali, Erich aderì alla Universal Peace Enforcement Organization (UPEO) su suggerimento dei suoi genitori. In seguito si iscrive alla SARF dopo la sua formazione nel 2040. Erich ha avuto un ruolo significativo nella guerra. La sua prima missione era quella, insieme ad altri piloti dello squadrone SARF, di intercettare e distruggere aerei da trasporto Neucom su Expo City. Nonostante la sua squadra perda temporaneamente il suo leader, sono stati gettati in battaglia ancora una volta ad eliminare la rete di siti radar della Neucom e basi militari segrete in Waiapolo. Partecipando alla maggior parte delle principali operazioni della SARF, è stato riconosciuto come un esperto pilota di caccia. Tuttavia, ha messo in dubbio il significato di UPEO e delle priorità, definendolo una "tigre di carta". Durante la missione segreta riguardante la scorta del rappresentante UPEO Gabriel W. Clarkson sopra le Montagne Lambert, è stato uno dei piloti che si sono rifiutati di abbattere l'R-505U del rappresentante quando gli viene ordinato di farlo. Andò insieme a tutta la sua squadra nel corso di un incarico di incontrarsi con un UI-4053 Sphyrna, una portaerei volante alleata, e non ci sono ulteriori informazioni disponibili. Tuttavia, è certo che egli era uno dei piloti UPEO traditori che hanno attaccato e distrutto la loro base in Expo City, insieme a Gilbert Park, comandante supremo della UPEO.
Cynthia Bridgitte Fitzgerald
È l'unico pilota asso disposto da Neucom ed è anche sorella di Fiona Fitzgerald. Utilizza un R-102 Delphinus II che rimpiazzerà in seguito con il modello più recente R-103 Delphinus III. È la figlia di una famiglia benestante Useana, è cresciuta in un fondo conservatore insieme con la sorella Fiona, adottando una visione elitaria e professionale della vita, rispetto alla spensieratezza di sua sorella. Nel 2033, ha conseguito un premio in ingegneria genetica presso l'Università di Chopinbrook, poi si è unita alla General Resource nei prossimi quattro anni. Si è trasferita poi nella Neucom come scienziata, diventò una consulente capo al Pronto Soccorso della Neucom e uno dei principali ricercatori degli aerei della serie R. Cynthia è stata introdotta a Nemo durante la guerra Useana in un videomessaggio da Fiona dopo aver salvato la sua vita e di quella di Gabriel Clarkson durante la loro defezione a Neucom, e divenne il loro comandante alla NEU.
Fiona Chris Fitzgerald
Altro pilota asso di UPEO e sorella di Cynthia, come Erich, usa un EF-2000 Typhoon riadattato per una miglior resistenza. Da quando era una bambina, ha ricevuto l'istruzione speciale per diventare un pilota per bambini selezionati. All'età di 22 anni, fu nominata maestra d'arti in Ingegneria Aeronautica e studio all'università di Edwards. Fiona è entrata nella UPEO nel 2039, e attualmente lavora nella SARF come pilota. La sua prima missione nella guerra aziendale era fermare i trasporti della Neucom oltre Expo City insieme ad altri membri della SARF. Da allora, volò in varie missioni. Fino al punto di decisione alle Montagne Lambert. Ci sono quattro possibili «destini» per Fiona della guerra. Tre sentieri conducono alla sua morte, e l'ultima alla vita. Fiona volava su un aereo da trasporto R-505U scortando l'ufficiale della UPEO, Gabriel W. Clarkson. Nei pressi del monte Lambert, furono intercettati dai caccia della General Resource. L'esito di questa missione determinò il suo destino. Se Nemo decide di unirsi alla General Resource, abbatterà lui stesso l'aereo di Fiona in questa missione, se invece rimane con la UPEO, dovrà affrontare un'altra decisione. In questa, se Nemo sceglie di stare con la UPEO, Fiona sarà abbattuta, Se Nemo decide di risparmiare la vita di Fiona, entrambi si uniranno alla Neucom Inc. Fiona e Nemo seguono la NEU. All'interno della Neucom, Fiona si riunisce con la sorella, Cynthia. La loro prima missione è di distruggere una struttura della General Resource a White Valley. Dopo la distruzione della base, stava discutendo con la sorella a causa della sublimazione. A quanto pare, Fiona è fortemente contraria all'idea della sublimazione. Questo conflitto ha raggiunto il picco in un'altra missione a White Valley. Dopo la missione, ci fu un'altra decisione per Nemo. Se Nemo decide di seguire Cynthia e unirsi alla Ouroboros, Fiona sarà uccisa da uno dei raid della Ouroboros; se Nemo rimane alla Neucom, Fiona, triste della sorella, andrà al cosiddetto "lato oscuro", continuando la sua missione. Ha iniziato la lotta contro la Ouroboros e dopo la battaglia finale all'interno del Geofront, lei e Nemo tornarono alla Neucom. Nel finale della Neucom, Fiona era seduta nel suo appartamento, guardando un ologramma di se stessa con sua sorella. Poi apparve un messaggio venuto dalla sublimazione di Cynthia. Dopo il messaggio, Fiona, piena di rabbia e tristezza, gettò l'ologramma e pianse.
Gilbert Park
Comandante supremo UPEO. Dopo la laurea presso il Dipartimento di Economia dell'Università di Beijin nel 2014, ha aderito alla Generale Resource srl. Dopo aver compilato correttamente alcuni importanti posti in tutte le aziende del gruppo della General Resource, nel 2031 ha ricevuto delle raccomandazioni dalla GR e si è trasferito alla UPEO. Ha presieduto la UPEO aumentando la sua capacità di mantenere la pace e l'ordine. Ora serve come il supremo comandante UPEO di NUN.
Gabriel William Clarkson
Rappresentante ufficiale di UPEO nel continente useano. Ha completato il suo dottorato di ricerca in Scienze Politiche Internazionali da Oxform University nel 2010. Essendo un membro dell'assemblea USEA, divenne un membro di voto attivo del NUN. Nel 2037, è diventato il rappresentante ufficiale di UPEO e sta ancora scontando quella posizione fino a metà della guerra aziendale. Il Signor Clarkson ha deciso di lasciare la UPEO e unirsi alla Neucom in una missione classificata laae Montagne Lambert. Scoprendo il tradimento di Gabriel, Nemo (come parte della UPEO) e i suoi uomini, è stato ordinato di abbattere l'R-505U con Clarkson e Fiona a bordo. Se Nemo risparmia la loro vita e si unisce Neucom, il signor Clarkson fugge con successo dalla corruzione di UPEO e si unisce alla Neucom. In uno scenario alternativo, Nemo (nell'ambito della General Resource), Keith e Dision abbattono l'R-505U nella stessa missione su Lambert Mountains.
Simon Orestes Cohen
Importante scienziato di Neucom. È responsabile della cancellazione dei dati IA di Nemo. Simon Orestes Cohen è il creatore del Progetto Nemo. Nel 2023, Simon aveva completato il suo dottorato in Tecnologie del corso di laurea presso l'Università Accel. Un anno prima, nel 2022, ha ricevuto il premio per la sua tesi pubblicata dal titolo "teoria di base dell'organizzazione dell'intelligenza artificiale mediante conversione di informazioni genetiche". Questa teoria è stata utilizzata in attività militari, come la creazione di Intelligenze Artificiali per uso militare. Uno di questi A.I. era "Nemo". Nel 2023, Simon entra alla General Resource Ltd. Dopo 8 anni di servizio, si è trasferito a Neucom Inc. nel 2031. Ora appartiene alla Neucom Inc. e si impegna nella ricerca militare-correlata ad esso. Dopo che tutti i cinque possibili esiti della guerra Useana sono stati valutati, viene rivelato che l'intera guerra non è mai esistita e che in realtà si tratta di una specie di simulazione, e, dal momento che la simulazione è finita, Simon elimina tutti i dati di Nemo dall'Elettrosfera.
Aldair Carlos Nascimento
Aldair Carlos Nascimento è stato il direttore esecutivo della General Resource da una data sconosciuta fino alla sua morte. Nascimento è nato il 21 luglio 1964 e aveva finito i suoi studi presso il Dipartimento di Economia della Beijin University. Subito dopo la laurea ha trovato lavoro nella General Resource. Nascimento ha contattato il comando della SARF di Gilbert Park attraverso la rete Electrosphere dopo che questi ha ordinato l'abbattimento degli R-505U vicino alle montagne Lambert perché sospettava che Fiona Chris Fitzgerald e Gabriel W. Clarkson erano spie della Neucom. Nascimento ha rimproverato il generale per l'uccisione di Clarkson, perché aveva bisogno di lui vivo. Nei suoi ultimi anni, Nascimento aveva subito diversi trapianti di cuore; l'ultima delle quali uno artificiale sviluppato dalla sua azienda su sua richiesta personale. Tuttavia, poco prima del suo 76º compleanno, è morto per insufficienza cardiaca acuta, a causa di un malfunzionamento del sistema nel software che ha alimentato il suo cuore artificiale. (Questo guasto è stato probabilmente attribuito alla Ouroboros, dove Gilbert Park era un membro anche prima della guerra Useana Corporata).
Abyssal Dision
Pilota di punta della General Resource e principale antagonista del gioco. vola principalmente con F-15S/MT Eagle+ e F-22C Raptor II, che rimpiazzerà con un prototipo di UI-4054 Aurora nelle ultime missioni del gioco. Nato a Usea nel 1997, era un pilota della Forza di Difesa della General Resource, volò diverse volte con successo con il gruppo in passato. Era uno dei soggetti di prova del progetto sublimazione della General Resource. Nel 2018, Dision finì la sua accademia in Sandbury Defense College, organizzato dalla General Resource. Si è laureato in Ingegneria Aerospaziale. Poi si unì con la General Resource Defense Force a settembre subito dopo la sua laurea. Durante il suo tempo con GRDF, è stato designato come asso dopo aver effettuato con successo missioni, è stato assegnato al risultato eccezionale, tra cui il suo servizio di sopprimere operazioni terroristiche nel 2026. Nel 2030, Dision, si credeva che fosse alla ricerca sperimentale di GR, noto come 'DOE' (Darkness Of Enigma), un progetto militare guidato da una donna che amava, Yoko Inoue. Entrambi sono stati sperimentati con il trasferimento della personalità sull'Elettrosfera, un processo definito come sublimazione, quando un gruppo militare sconosciuto decise di bombardare il laboratorio di ricerca, subito dopo la personalità di Dision è stata caricata sull'elettrosfera. Sembra come se l'IA di Dision non riconosca se stesso e sembra avere il cuore spezzato che lei stia con un altro uomo. All'improvviso, la bomba esplode, radendo al suolo il laboratorio e uccidendo Yoko e il reale Dision. L'AI di Dision è del tutto incapace di fare qualsiasi cosa, ma si vede il relitto che brucia da una telecamera di sicurezza in lontananza. Nello stesso anno, Dision ha incontrato una bambina di 9 anni che possedeva capacità di affascinare con il pilotaggio, in particolare utilizzando il sistema COFFIN. Più tardi, ha invitato questa ragazza, conosciuta come Rena Hirose, a partecipare al progetto di sviluppo del potere di GR, prima che si unisse alla UPEO 7 anni più tardi, nel 2037. Dision è stato un partner militare di Keith Bryan, che si è laureato dalla stessa università nel deserto di Sandbury. Durante la guerra, sono stati visti mentre si esercitavano in combattimento con i piloti della UPEO. Ma in seguito, ha disertato la General Resource ed è stato scoperto che era il capo principale di una organizzazione terroristica, denominata Ouroboros. È stato scoperto che egli aveva guidato l'organizzazione per lungo tempo, e più tardi è stato rivelato che era una copia dell'Intelligenza Artificiale del vero Dision che aveva la capacità di incidere un altro programma di intelligenza artificiale che ha volato con l'aereo attraverso il sistema COFFIN - simile a quello di Nemo. La sua presenza come pilota programmato era il risultato della sublimazione di nuovo nel 2030. Dision è attirato con successo da una selezione di piloti chiave nella guerra (uno dei quali era Cynthia), a firmare per il progetto Sublimazione, a "sperimentare un mondo illimitato dai confini della pelle". Per cercare di convincere Rena a volare con il "Night Raven" per lui, prima le aveva promesso una spiegazione al suo passato e il progetto dell'X-49. Riuscendo a convertirla alla Ouroboros, ha tentato di usare la sua connessione ENSI per corrompere la memoria. Nella guerra, l'IA di Dision morirà indipendentemente dal percorso che Nemo sceglie.
Keith Bryan
Compagno di volo di Dision e pilota asso di General Resource. Utilizza un F/A-32C Erne (una versione modificata dell'X-32B), sostituito in seguito dall'XFA-36A Game (versione con pilota e riadattata dell'UCAV X-36). Nato il 2010/05/19. Dopo il diploma di un liceo affiliato con Sandberry GR Defense College nel 2028, è entrato a far parte della General Resource Ltd. Si iscrive ed attualmente lavora a GR. A differenza del suo Leader, Dision, Keith rimane fedele alla General Resource e in una missione cerca di abbattere Dision. Se il giocatore vola per la Ouroboros, Keith attaccherà, Dision, Rena, e il giocatore. Se Nemo volerà con Neucom, morirà nella missione "Zero Gravity". Una volta che è danneggiato abbastanza, farà un attacco kamikaze al Night Raven e fare in modo che il suo aereo si blocchi in esso. Il giocatore sarà quindi costretto ad abbattere Keith e il Night Raven. Se il giocatore entra e rimane con la General Resource, lui e Keith attaccheranno la Ouroboros. Il giocatore e Keith attaccheranno il Night Raven presso la città sotterranea Geofront, distruggendo la città per bloccare il Night Raven. Poi inseguiranno l'aereo fuori da Geofront per abbatterlo (con Rena Hirose). Successivamente, Keith distruggerà Dision, danneggiando il suo aereo personale.
Yoko Martha Inoue
Neuroscienziata che ha lavorato al progetto General Resource "Darkness of Enigma". È morta in un attentato al suo laboratorio ad opera di ignoti molto prima della guerra di corporazione, perciò appare solo in un flashback. Era anche l'amante di Dision. Yoko è nata il 9 settembre 1999. Nella sua infanzia, si è iscritta all'Università Accel, e nel 2025 si è laureata con un dottorato in fisiologia del cervello. In seguito, si unì alla General Resource, ed è stata successivamente nominata capo del progetto Darkness of Enigma. Durante la sua permanenza presso la società, ha incontrato Abyssal Dision, e tra i due iniziò una relazione. In quel momento, ha anche studiato il concetto di "sublimazione", la trasformazione di una coscienza umana in informazioni digitali. Nel 2033, Inoue è stata uccisa dai migliori membri della General Resource sopra anche la crisi del coinvolgimento di Rena Hirose nel progetto, insieme ad altro personale del progetto DOE. Un giorno, assassini della GR, hanno piantato una bomba a orologeria nel suo ufficio mentre stava effettuando un esperimento della sublimazione con Dision. Guardando l'elettrosfera attraverso una telecamera di sicurezza, è rimasta ignara dei tentativi di Dision per avvertirla del pericolo, e perì nella seguente esplosione.
IA Geopelia
È l'intelligenza artificiale che controlla gli XR-900 Geopelia nella omonima missione. In questa, nove XR-900 di Neucom decollano da una base aerea a Port Edwards e iniziano ad attaccare obiettivi civili. Nemo viene inviato per intercettarli con un XFA-36A Game con il quale Nemo cerca di distruggerli, ma c'è una grande differenza d'attacco. Così, dopo aver danneggiato un XR-900, Nemo si hackera nell'IA danneggiato dell'XR-900 e lo usa per distruggere gli altri nello spazio aereo sopra Port Edwards. La causa dell'attacco è sconosciuta, si sa solo che si tratta di un atto dei membri Ouroboros.

## Colonna sonora
La colonna sonora originale per il gioco è stata composta da Tetsukazu Nakanishi, Hiroshi Okubo, Go Shiina, Kanako Kakino e Koji Nakagawa che hanno continuato a lavorare come direttore delle musiche di Ace Combat 04, 5, Zero e 6, e gran parte dello stesso team responsabile per la critica della colonna sonora di Ridge Racer. Si compone di una varietà di musica elettronica, in gran parte brani d'atmosfera, in contrapposizione alla musica rock trovatasi in Ace Combat 2. Il CD con la soundtrack è uscito nel 1999.

## Darkness of Enigma (DOE)
Darkness of Enigma (abbreviato DOE) era un progetto segreto della General Resource, che iniziò nel 2028 e durò fino al 2033. L'obiettivo del progetto era di studiare l'aviazione della futura generazione e i futuri sistemi di controllo neurali. L'X-49 Night Raven era il risultato finale di detta ricerca. È stato diretto da Martha Yoko Inoue, che si è unita alla GR tre anni prima che fosse avviato.
Nel 2031, la bambina prodigio Rena Hirose entra nella General Resource e viene usata come cavia sul progetto. Dopo un colloquio con Hirose, il progetto viene rivelato al pubblico, e il suo coinvolgimento portò la società a subire critiche sull'etica. I membri Generali principali hanno risposto ordinando l'uccisione di tutto il personale coinvolto, tra cui Yoko, e il Night Raven fu tenuto nascosto.

## Sublimazione
La sublimazione è un concetto tecnologico nel mondo di Ace Combat 3, che coinvolge la conversione della coscienza di un essere umano in software per computer, viene caricato nel cyberspazio conosciuto come Elettrosfera. Il Progetto sublimazione è stato uno dei tanti progetti intrapresi dalla General Resource nel gruppo Darkness of Enigma, mentre lo stesso concetto è stato formulato da Yoko Martha Inoue, il leader del gruppo.

## Distribuzione
La versione originale giapponese del gioco è stata pubblicata il 27 maggio 1999 e conteneva 52 missioni, tutte le scene anime, rami della storia, e cinque finali distinti. Il gioco consiste in due CD, il primo dei quali conteneva gli archi narrativi dell'UPEO e General Resource, mentre le missioni della Neucom e Ouroboros erano sul secondo disco.
Una guida supplementare intitolata Ace Combat 3 Electrosphere - Mission & World View Guide Book è stata pubblicata insieme alla versione originale giapponese.
La versione internazionale inglese è stata pubblicata su un singolo CD il 21 gennaio 2000 negli Stati Uniti e il 20 marzo 2000 nelle regioni PAL. Forse a causa della ricezione negativa da parte del fanbase giapponese, Namco ha pesantemente modificato questa versione del gioco per l'esportazione. La trama è stata ridotta a una progressione lineare di 36 missioni, tagliando tutto il dialogo in-game, scene anime e la rimozione o sostituzione dei personaggi originali. Il gioco risultante era molto più vicino allo stile arcade di Ace Combat 1 e Ace Combat 2, ma è stata accolta con ricezione critica tiepida e vantava le vendite all'estero inferiori rispetto alla versione giapponese.
Quando è stato chiesto dal sito GameDaily di una possibilità di ripubblicare l'originale Electrosphere in inglese, Naoto Maeda di Namco Bandai ha dichiarato:
"Per quanto riguarda un remake di Ace Combat 3 sono interessato, ma non abbiamo intenzione di farlo in questo momento. Il team di sviluppo è consapevole che ci sono un sacco di fan là fuori che davvero amavano Ace Combat 3. Se molte voci chiedono di raccogliere un remake e poter risolvere vari problemi, allora penso che ne varrebbe la pena".
Nel frattempo, un fandom-driven chiamato "Project Nemo" è stato avviato nel 2009 per tradurre pienamente la versione giapponese del gioco in inglese. A partire dal 2011, tutte le scene e i dialoghi delle missioni sono stati tradotti e resi disponibili in un archivio di file HTML in bundle.
Electrosphere è il primo della serie ad avere anche voci giapponesi, e l'unico finora a non avere una traduzione completa in inglese e spagnolo.
Tuttavia, il 31 Dicembre 2021 è stata pubblicata la patch di traduzione in lingua Italiana, da parte del gruppo fandom "Load Word Team".
Il 27 Maggio del 2023, lo stesso gruppo ha completato la traduzione Inglese e Spagnola. 

## Velivoli
I velivoli disponibili sono 35, divisi in sei categorie:

### Caccia
- EF-2000E Typhoon II
- MIG-33 Fulcrum SS
- F-16XF Gyrfalcon (Analogo del progetto dimostratore F-16 AFTI)
- F-22C Raptor II
- F-15 S/MT Eagle Plus

### Multiruolo
- F/A-18 Hornet ADV
- F-16XA Saker Falcon (Progetto F-16XL ad ala delta)
- A/F-117X NavHawk
- R-101 Delphinus#1
- R-102 Delphinus#2
- F/A-32C Erne (Analogo dell'FB-22 Strike Raptor)

### Bombardieri
- R-201 Asterozoa
- R-211 Orcinus

### Caccia ad alte prestazioni
- SU-37 Super Flanker
- SU-43 Berkut
- R-103 Delphinus#3
- XFA-36A Game
- UI-4054 Aurora
- X-49 Night Raven
- XR-900 Geopelia

### Velivoli speciali
- RF-12A2 Blackbird (intercettore ad alta quota)
- R-311 Remora (intercettore aviolanciato ad alta quota)
- R-352 Sepia (Space Shuttle da combattimento)

### Non pilotabili
- C-17B Globemaster IV
- B-1C Lancer II
- AH-66B Comanche II
- R-701 Triakis
- V-22B Osprey
- Decoy UCAV
- "OSL" Satellite
- EK-17U
- KC-777
- R-501 Rhincodon
- R-505U Concorde II
- R-531 Mobura
- R-808 Phoca
- UI-4052 Cralias
- UI-4053 Sphyrna

## Armamento

### Primario
- Mitragliatrice Vulcan
- Cannoncino medio
- Autocannone
- Laser a fuoco rapido
- Cannone Laser (X-49 e XR-900)
- Raggio di Neutroni (R-352)

### Secondario
- Missili standard
- Missili a corto raggio
- Missili a testata multipla
- Missili incrociatori (Aria-Terra)
- Bomba non guidata (Simulatore)
- O.S.L. (Simulatore, potente laser orbitale)
- Raggio al Plasma (R-352)
- Bomba ANB (Anti-Nanobite)

## Curiosità
- La trama di Ace Combat 3 contiene diversi paralleli ai concetti di Ghost in the Shell, film anime della Production IG (gli animatori delle scene in-game). Eventuali riferimenti includono la città sotterranea Geofront e il caricamento di un cervello / coscienza ad un computer (denominato "sublimazione" in Electrosphere e "ghost-dubbing" in Ghost in the Shell). Il Geofront potrebbe essere anche un riferimento a una città sotterranea di Neon Genesis Evangelion.
- Lo stile del gioco ricorda la serie di videogiochi Wipeout, soprattutto il display. I loghi aziendali della Neucom, Ouroboros, General Resource e il logo della UPEO, somigliano alle opere della "Designers Republic".
- I giochi successivi della Namco Ridge Racer V e Ridge Racer 6, contengono molti riferimenti ad Ace Combat 3, come i cartelloni con i loghi della General Resource, Data Swallow, UPEO e altri loghi inseriti su varie auto.
- Tra i vari canali che si notano all'inizio del prologo, 3 di questi sono i filmati iniziali di Tekken, Klonoa e Ridge Racer.